# Coluber somalicus
Coluber somalicus este o specie de șerpi din genul Coluber, familia Colubridae, descrisă de Boulenger 1896. Conform Catalogue of Life specia Coluber somalicus nu are subspecii cunoscute.